# Tituš Brezovački
Tituš Brezovački (Zágráb, 1757. január 4. – Zágráb, 1805. október 29.) 
horvát katolikus pap, szatirikus író, költő. A maga idejében leginkább színdarabjaival tűnt ki, melyeket kaj nyelvjárásban írt, de dalokat írt latinul és németül is.

## Élete
Zágrábban született 1757-ben. Az elemi iskolát Zágrábban végezte. Az alsófokú gimnázium után Varasdon és Zágrábban járt gimnáziumba, majd 1773-ban belépett a pálos rendbe, 1773 és 1775 között Remetén és 1776-tól 1779-ig a Csáktornya melletti Szent Ilona kolostorban élt. Teológiai tanulmányait 1776-ban Lepoglaván kezdte, majd filozófiai és teológiai tanulmányait Pesten fejezte be. Pesti tartózkodása irodalmi orientációja szempontjából is fontos volt, mert példaként szolgálhatott számára néhány magyar író hazafias irodalmi törekvése. 1781-ben szentelték pappá, és Varasdon kapott gimnáziumi tanári állást. 1786-ban a pálos rendet felszámolták, így Brezovački világi pap lett. A papsággal és Vrhovac püspökkel való nézeteltérései miatt gyakran váltott plébániát (szolgált Varasdon, Kőrösön, Rakovacon, Zágrábban, Korponán, Pozsegán, Zágrábban). Ugyanebben az évben írta első drámáját, a Szent Alexiust. A következő években gyakran változtatta lakóhelyét és foglalkozását, így Varasdon élt, ahol prédikátor, Kőrösön segédlelkész, míg Rakovec községben káplán volt. 1789-ben Zágrábba költözött, ahol szerény anyagi körülmények között élt, majd Korponára ment, ahol négy évig tartózkodott, és saját plébániája volt. Meg kell említeni, hogy korponai tartózkodása alatt írta „Kovač Krapinski” című művét, de ez a mű elveszett. Ezt követően rövid időre a Pozsega melletti Ruševacba, majd 1799-ben ismét Zágrábba költözött. Zágrábban oltárista volt a Szent Márk-templomban. Az új megbízások mellett előjöttek egészségügyi problémái. Élete utolsó éveiben kezdett intenzívebben dolgozni. 1805-ben halt meg kimerülten tüdőbetegségben.

## Munkássága
Első drámája, a „Sveti Alexi” (Szent Alexis) 1786-ban íródott tipikus iskolai drámaként. A művet a varasdi gimnázium diákjai számára írta, ahol még 1786-ban Zágrábban történt kinyomtatása előtt előadták. Egy remete szent legendájának feldolgozása, aki esküvője napján elhagyta szülei otthonát, és tizenhét év után tért vissza, miután szegény emberként, ismeretlenül élt éveket. Bár papi hivatása és az alkotói dilemma korlátozta, de Favorin szolgáló karakterének megformálásában már megjelenik leendő komikus és a való világ kritikusának jellemvonása.
Ezután már sorra Írja vígjátékait. Ilyen az 1804-ben bemutatott „Matijaš Grabancijaš dijak” (Mátyás a garabonciás diák) és a Toma Mikloušić által 1823-ban megjelentetett „Diogeneš iliti sluga dveh zgubleneh bratov” (Diogenész, avagy két elveszett testvér szolgája) című színdarabja. Ezekben a munkákban a horvát civil társadalom és kora társadalmi életének érdekes vonásait, aspektusait mutatta be. A „Matijaš Grabancijaš dijak” című vígjátékot állítólag 1803-ban írta, és először 1804-ben adták ki Zágrábban. A darabot a zágrábi királyi főúri kollégiumban mutattak be 1804. február 12-én. A cselekmény Zágrábban játszódik három felvonásban, a humorhoz hozzájáruló kaj dialektusban, verses előszóval, prózában. A főszereplő a garabonciás, aki tizenkét év iskola után egy újabb évet végzett, ahol varázslatokat tanult és természetfeletti erőkre tett szert, de valójában egy okos fiatalember, aki mások hiszékenységét használja fel arra, hogy kigyógyítsa őket a bajaikból.
A „Diogenész, avagy két elveszett testvér szolgája” 1823-ban készült vígjáték, eredetiben csak 1940-ben adták ki. Brezovački két elveszett, egymást kereső testvér történetével ismét az akkori Zágráb társadalmi arculatát hozza színpadra, maga a cselekmény pedig egy ismeretlen német modell másolata. Egy fogadóban lakik két úriember (Ferdinánd és Hermenegild testvérek), akiket ugyanaz a szolga (Diogenész) szolgál ki. A két testvér a szétválása után megváltozott nevük miatt nem ismeri fel egymást. Diogenész Ferdinánd elveszett fia, egy átalakult szolgafigura, aki a nemesség kiváltságait bírálja. Nagyon okos és mozgékony szolga, de uraival szemben nem olyan ellenséges, mint például Marin Držić korábbi munkáiban. A vígjáték cselekménye a postáról visszatérő Diogenésszel és mestereivel való beszélgetésével kezdődik és bővelkedik fordulatokban.
Brezovacki leghíresebb verse a „Dalmatiae, Croatiae et Slavoniae, trium sororum recursus” című elégia, amelyben Horvátország függetlenségét védi a magyarosodástól. A kaj nyelvjárású költészetéből pedig kiemelkedik a „Jeremijaš nad hrvatskog orsaga zrušenjem nerekujuci”, amelyben határozottan ellenzi az erkölcsi értékek horvátországi felbomlását, ezért 1801-ben a cenzúra betiltotta ezt a siránkozást.

## Fő művei
- „Sveti Aleksij”, dráma (1786.)
- „Matijaš grabancijaš dijak”, komédia (1804.)
- „Diogeneš ili sluga dveh zgubljeneh bratov”, komédia (1805.)
- „Jeremijaš nad hrvatskoga orsaga zrušenjem nerekujuči”, szatíra (1800 körül)
- „Dalmatiae, Croatie et Slavoniae, trium sororum recursus”, költemény (1790.)
- „Ode inclytae nobilitati regnorum Dalmatiae, Croatiae, Sclavoniae”, költemény (1800.)